# Magyar Békeegyesület
A Magyar Békeegyesület (teljes neve: Magyar Szent Korona Országainak Békeegyesülete) 1895. december 14.-én alakult Budapesten  - többek között - Jókai Mór, Berzeviczy Albert közreműködésével.

## Megalakulása
Először egy brit diplomata kezdeményezésére jött létre egy szerény békeegyesület Magyarországon 1888-ban. Az 1890-es évek elején  osztrák és magyar politikusok is támogatták a békeegyesület szervezésére irányuló kezdeményezést.
A megalakulást segítette a korábban alakult osztrák békeegyesület fő szervezője, Bertha von Suttner bárónő is. Végül a Magyar Szent Korona Országainak Békeegyesülete néven  1895. december 14.-én alakult meg Budapesten az egyesület. Az első elnök Jókai Mór lett. 

„A két alapító elnök, Jókai és Suttner békemozgalmi szerepvállalását és irodalmi állásfoglalásait összehasonlítva ismételten ki kell emelni, hogy eltérő társadalmi helyzetükből és történeti tapasztalataikból adódóan közéleti indíttatásuk különbsége is hangsúlyosan mutatkozott meg. Míg Jókai mindvégig aktív szereplője volt a magyar politikai életnek, Suttner (mint nő) közvetlenül nem vállalhatott politikai funkciót. A nők közéleti szereplésének szigorúan korlátozott volta lehetett az egyik oka annak, hogy Suttner a békemozgalmi szerepvállalásban szerencsés módon megtalálta e korlátok tágításának és áttörésének lehetőségét. Amelyben a hagyományos női karitatív feladatkört egy újfajta nemzetközi szintre emelt emancipációs törekvéssel párosította.”

1896-ban, a millennium évében  Budapest adott otthont egy nemzetközi békekongresszusnak.

## Célja
A Békeegyesület célja  a békemozgalomnak terjesztése általában és a kötelező választott bíróságok intézményének propagálása különösen. Ennek érdekében előadásokat rendezett, népszerű röpiratokat, évkönyvet, 1912 óta pedig Nemzetközi Élet címen saját folyóiratot is adott ki. Kapcsolatot tartott fenn a külföldi rokonegyesületekkel és a berni középponttal és minden nemzetközi békekongresszuson képviseltette magát.  

## Elnökei
Első elnöke Jókai Mór lett.
1910-től az elnöke Giesswein Sándor volt. 1923-ban Auer Pál lett az elnök.